# Hong Kong 125 Open 2024
L'Hong Kong 125 Open 2024, conosciuto anche come Prudential Hong Kong Tennis 125 per motivi di sponsorizzazione, è un torneo di tennis femminile giocato sui campi in cemento all'aperto. È la 1ª edizione del torneo, facente parte della categoria WTA 125 nell'ambito del WTA Challenger Tour 2024. Il torneo si gioca al Victoria Park Tennis Stadium di Hong Kong in Cina dal 30 settembre al 6 ottobre 2024.

## Partecipanti singolare

### Teste di serie
| Nazionalità | Giocatrice        | Ranking* | Testa di serie |
| ----------- | ----------------- | -------- | -------------- |
| Stati Uniti | Emma Navarro      | 8        | 1              |
| Francia     | Clara Burel       | 56       | 2              |
| Stati Uniti | Katie Volynets    | 60       | 3              |
| Francia     | Varvara Gracheva  | 62       | 4              |
| Stati Uniti | McCartney Kessler | 65       | 5              |
| Danimarca   | Clara Tauson      | 72       | 6              |
|             | Anna Blinkova     | 78       | 7              |
| Ungheria    | Anna Bondár       | 90       | 8              |

* Ranking al 23 settembre 2024.

### Altre partecipanti
Le seguenti giocatrici hanno ricevuto una wildcard per il tabellone principale:
- Eudice Chong
- Simona Halep
- Emma Navarro
- Cody Wong

La seguente giocatrice è entrata in tabellone con il ranking protetto:
- Wang Qiang

Le seguenti giocatrici sono entrate nel tabellone principale passando dalle qualificazioni:
- Varvara Lepchenko
- Ma Yexin
- Peangtarn Plipuech
- Yang Yidi

La seguente giocatrice è entrata in tabellone come lucky loser:
- Jessie Aney

### Ritiri
Prima del torneo
- Emina Bektas → sostituita da  Jessie Aney
- Greet Minnen → sostituita da  Nao Hibino
- Katie Volynets → sostituita da  Mananchaya Sawangkaew

## Partecipanti doppio

### Teste di serie
| Nazione  | Giocatrice     | Nazione       | Giocatrice    | Ranking* | Testa di serie |
| -------- | -------------- | ------------- | ------------- | -------- | -------------- |
| Norvegia | Ulrikke Eikeri | Taipei cinese | Wu Fang-hsien | 88       | 1              |
| Giappone | Shūko Aoyama   | Giappone      | Eri Hozumi    | 94       | 2              |

* Ranking al 23 settembre 2024.

### Altre partecipanti
La seguente coppia di giocatrici ha ricevuto una wild card per il tabellone principale:
- Eudice Chong /  Cody Wong

## Campionesse

### Singolare
Ajla Tomljanović ha sconfitto in finale  Clara Tauson con il punteggio di 4-6, 6-4, 6-4.

### Doppio
Monica Niculescu /  Elena-Gabriela Ruse hanno sconfitto in finale  Nao Hibino /  Makoto Ninomiya con il punteggio di 6-3, 5-7, [10-5].